# J Records
J Records — американський лейбл звукозапису, заснований 2000 року.

## Історія компанії
Засновником компанії став американський музичний керівник Клайв Девіс, найбільш відомий як засновник лейблу Arista Records, який він очолював з 1975 року. 2000 року 67-річний Девіса залишив посаду голови Arista Records. Його новим проєктом стала звукозаписувальна компанія J Records, спільне підприємство разом із BMG Entertainment, батьківською компанією Arista Records. Назва лейблу походила від середнього імені Девіса — «Джей». Одними з перших підписань компанії стали гурти Next, LFO, Дебора Кокс та Джиммі Козіер, а першим альбомом — дебютна однойменна платівка гурту O-Town.
Компанія J Records проіснувала одинадцять років. Серед головних зірок лейблу — Аліша Кіз, Ді Енджело, Род Стюарт. 2011 року було оголошено про закриття J Records, Jive Records і Arista Records: їхній каталог записів та набір артистів перейшов до RCA Records.

## Виконавці
- Ahmad Belvin
- 2 way
- BC Jean(інші мови)
- Black Buddafly(інші мови)
- Chris Styles(інші мови)
- D'Angelo(інші мови)
- Gavin DeGraw(інші мови)
- Fantasia(інші мови)
- Джеймі Фокс
- Дженніфер Гадсон
- Hurricane Chris(інші мови)
- Lil 'Josh & Ernest
- I Nine(інші мови)
- Аліша Кіз
- Emily King(інші мови)
- Larsiny Family(інші мови)
- Krista Hidalgo
- Енні Леннокс
- Леона Льюїс
- Luke and Q(інші мови)
- Баррі Манілов
- Mario(інші мови)
- Mashonda(інші мови)
- Майк Познер(інші мови)
- Daniel Merriweather(інші мови)
- Monica
- Nina Sky(інші мови)
- Marsha Ambrosius(інші мови)
- Mike Posner(інші мови)
- Rhymefest(інші мови)
- Rico Love(інші мови)
- Say Anything(інші мови)
- Drew Sidora(інші мови)
- Silvertide(інші мови)
- Род Стюарт
- Jazmine Sullivan
- Tyrese
- Young Savage(інші мови)
- Yo Gotti(інші мови)
- Pearl Jam